# Стив Дејвис
Стив Дејвис (енгл. Steve Davis; Пламстед, 22. август 1957) бивши је професионални играч снукера. Шест пута је био победник светског првенства у снукеру од укупно 28 освојених титула.

## Каријера

### Освојени турнири
- Светско првенство — 1981, 1983, 1984, 1987, 1988, 1989
- — 1984, 1985, 1986, 1987.
- — 1983, 1984, 1987, 1988, 1989.
- — 1984.
- — 1987, 1988, 1992.
- — 1985, 1988, 1989.
- — 1994, 1995.
- — 1986, 1993.
- — 1992.
- — 1993.